# Anna Kamieńska-Łapińska

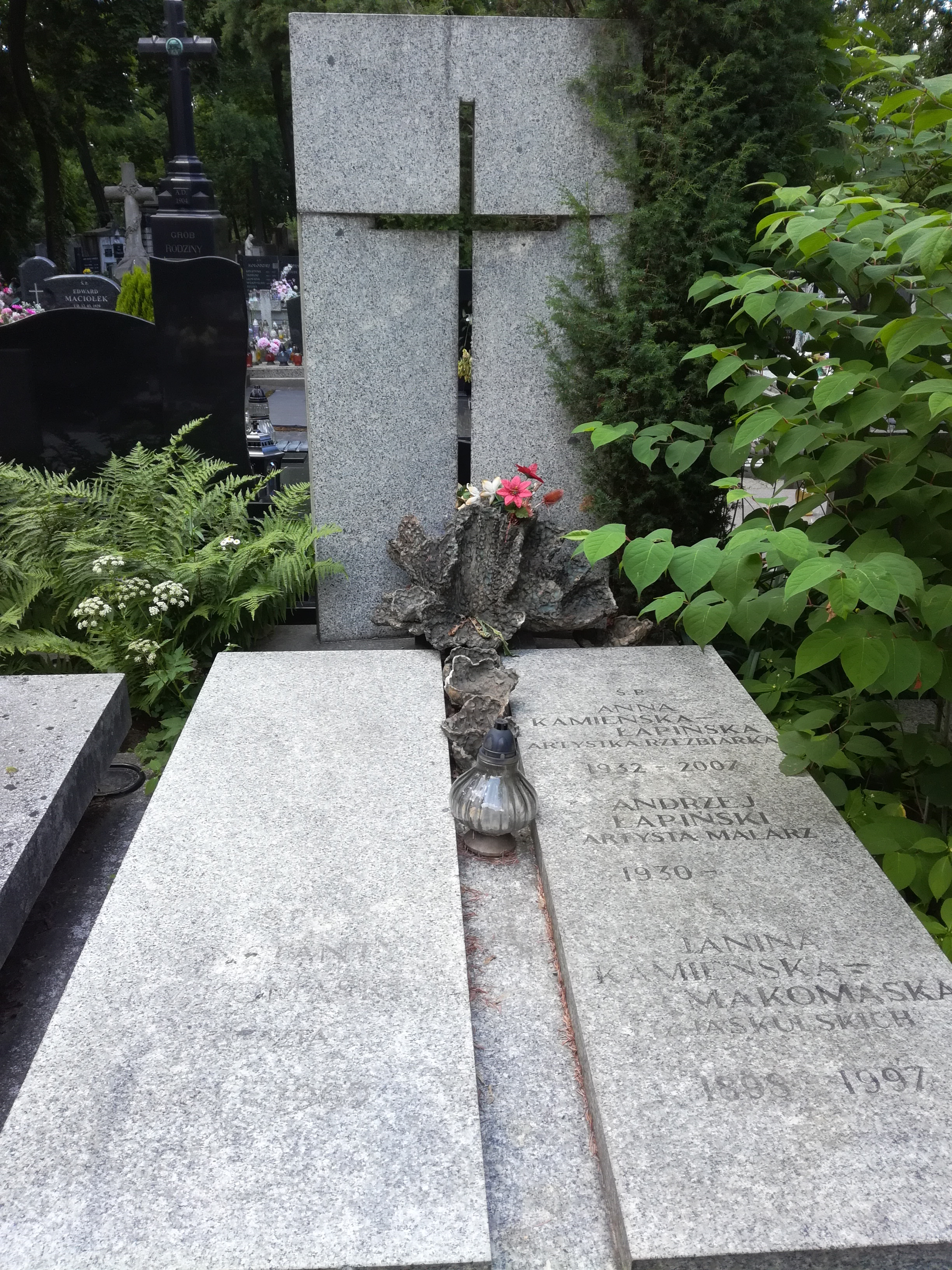
Grób Anny Kamieńskiej-Łapińskiej na Starym Cmentarzu w Łodzi

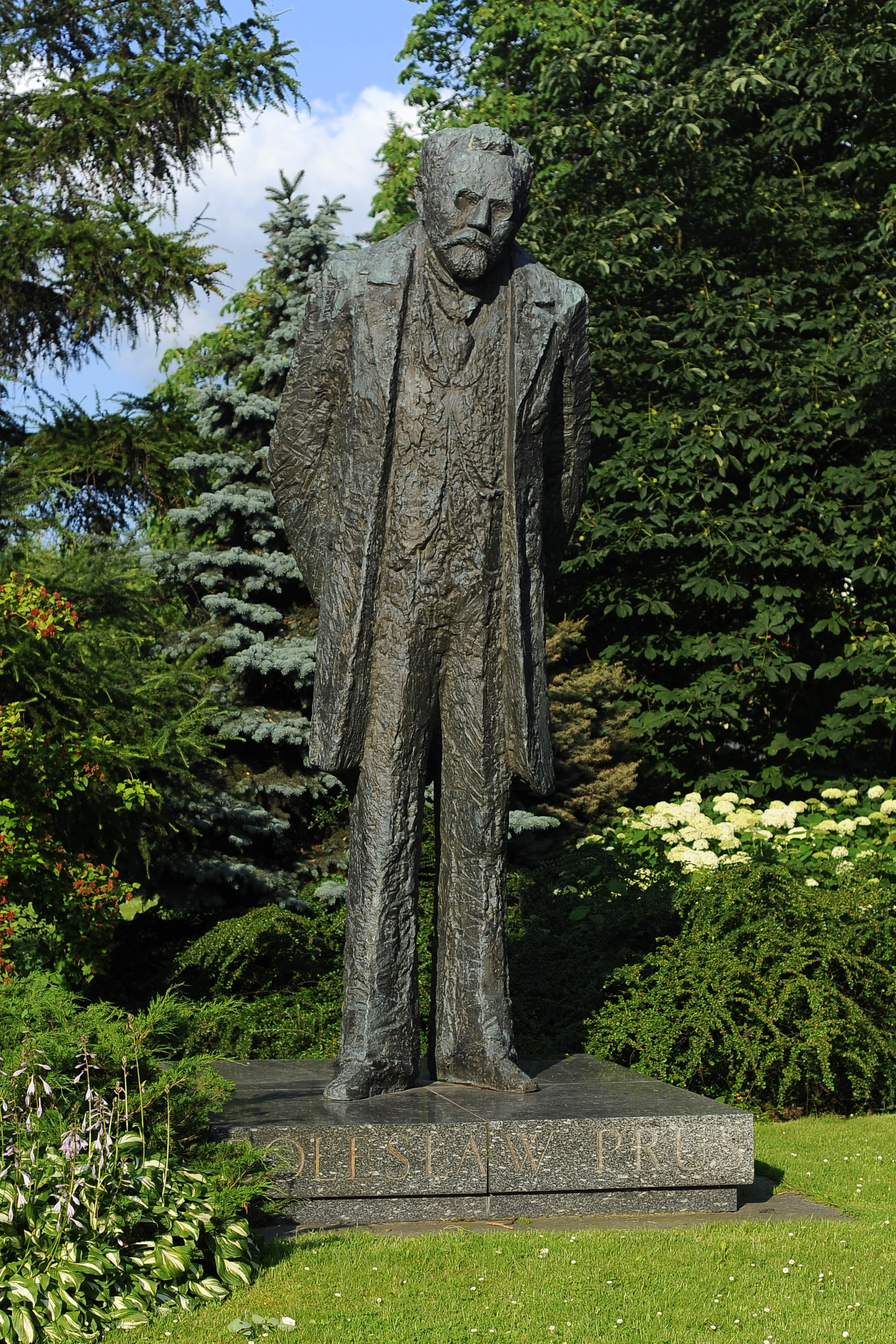
Pomnik Bolesława Prusa projektu Anny Kamieńskiej-Łapińskiej (r. 1977) na Krakowskim Przedmieściu w Warszawie

Anna Kamieńska-Łapińska (ur. 26 lipca 1932 w Rowinach w powiecie Drohiczyn Poleski, zm. 29 czerwca 2007 w Warszawie) – polska rzeźbiarka, scenarzystka filmów animowanych.

## Życiorys
Była najmłodszą z 3 córek Henryka Kamieńskiego, sędziego, i Janiny z Jaskulskich. W 1937 przeprowadziła się wraz z rodziną do Warszawy, gdzie przeżyła wojnę. W 1945 zamieszkała w Łodzi; ukończyła tam liceum plastyczne. Przez pewien czas pracowała w łódzkiej Wytwórni Filmów Fabularnych. W latach 1952–1958 studiowała na Wydziale Rzeźby Akademii Sztuk Pięknych w Warszawie, w pracowni Jerzego Jarnuszkiewicza. W 1958 uzyskała dyplom z wyróżnieniem. Od 1960 brała czynny udział w wystawach krajowych i zagranicznych.
Jest autorką scenariuszy kilku filmów animowanych reżyserowanych przez Zofię Oraczewską.
Zmarła 29 czerwca 2007 w Warszawie, pochowana na Starym Cmentarzu w Łodzi w grobowcu rodzinnym ozdobionym ceramicznymi urnami.

## Nagrody i wyróżnienia
- 1963 – III nagroda w konkursie na pomnik Bohaterów Westerplatte;
- 1968 – I nagroda w konkursie na pomnik Bolesława Prusa w Warszawie;
- 1977 – Grand Prix Ministra Kultury i Sztuki na I Biennale Małych Form Rzeźbiarskich w Poznaniu;
- 1977 – zwycięstwo w konkursie na pomnik Bolesława Prusa w Warszawie, zrealizowany w 1977 (współautorka projektu)
- 1981 – II nagroda na XXV Jubileuszowym Ogólnopolskim Salonie Zimowym w Radomiu

## Twórczość
Twórczość Anny Kmieńskiej-Łapińskiej najpełniej można zaklasyfikować do nurtu ekspresjonizmu biologicznego. Tworzyła głównie małe formy rzeźbiarskie w ceramice, aluminium, brązie, żeliwie. W latach 60. głównym tematem prac stał się świat przyrody oraz jego transformacja – cykle owadziaki, porosty, koralowce, drzewa. Następne lata przyniosły zainteresowanie figurą ludzką oraz scenami z życia codziennego.

### Ważniejsze cykle rzeźbiarskie
- Cykl Ćmy – ceramika 1965
- Cykl Kraby – ceramika 1968–1970
- Cykl Owady – ceramika, brąz, żeliwo 1969–1980
- Zakonnice – ceramika 1975–1980
- Cykl Stoły – ceramika, aluminium 1974
- Sceny zapamiętane – ceramika, aluminium 1974
- Portrety tłumu – ceramika, aluminium 1975–1985
- Cykl rzeźb do baśni Hansa Christiana Andersena – porcelana 1988

Prace rzeźbiarki znajdują się między innymi w zbiorach Muzeum Narodowego w Warszawie, Muzeum Narodowego w Poznaniu, Muzeum Narodowego we Wrocławiu, Muzeum im. L. Wyczółkowskiego w Bydgoszczy, Muzeum w Olsztynie, Centrum Rzeźby Polskiej w Orońsku.

## Wystawy indywidualne
1966 – Galeria Sztuki Współczesnej, Warszawa; 1968 – Herning Museum, Dania; 1969 – Herning Museum, Dania; 1971 – Brigam Galerie, Kopenhaga; 1973 – Kordegarda, Warszawa, – Muzeum Sztuki Holstebro, Dania; 1975 – Galleri F-15 Moss, Norwegia; 1977 – Galeria Kunstforegnig Roskilde, Dania; 1979 – Galeria BWA, Lublin; 1981 – Poznań; 1981, 1984 – Galeria B.K.F. Stawanger, Norwegia; 1984 – Szwajcaria; 1991- Wałbrzych, Zamość

## Udział w wystawach sztuki polskiej za granicą oraz wystawach międzynarodowych
- 1965 – International Sculpture Exhibition, Madurodam, Holandia;
- 1968 – Salon Européen'68, Nancy, Francja;
- 1975 – III Biennale Małych Form Rzeźbiarskich, Budapeszt, Węgry;
- 1977 – XII Grand Prix International d’Art Contemporain, Monte Carlo, Monako;
- 1978 – Wystawa Ceramiki Polskiej, Haus Blitz, Frechen, Niemcy;
- 1969 – Dania; 1972 – Berlin, Praga, Sofia;
- 1973 – Bukareszt;
- 1974 – Baltimore, Waszyngton; Oslo;
- 1975 – Londyn; Wiedeń; Sztokholm;
- 1977 – Darmstadt, Niemcy; Roskilde Kunstforening, Dania;
- 1978 – Haus Blitz, Frechen, Niemcy;
- 1979 – Bryggens Museum, Bergen, Norwegia; Städtisches Museum Simeonstift, Trier, Niemcy; Koblentz, Niemcy;
- 1980 – Düsseldorf;
- 1981 – Faenza, Włochy;
- 1983 – Vallauris, Francja;
- 1987 – Kuwejt
- 2008 – Centrum Rzeźby Polskiej w Orońsku przeglądowa wystawa pośmiertna.

## Upamiętnienie
Wymieniano ją w wielu prestiżowych fachowych wydawnictwach polskich i zagranicznych, m.in. „The World who is who of women”.
Na Uniwersytecie Kardynała Stefana Wyszyńskiego napisano o niej pracę magisterską.
W Wytwórni Filmów Oświatowych i Edukacyjnych w Łodzi reżyser Stanisław Grabowski nakręcił o niej film Obmyślam świat.